# Sophia Giovannitti
Sophia L. Giovannitti, född 1992, är en amerikansk konceptkonstnär, skribent och sexarbetare. Hon har i sin konst framför allt utforskat gränserna för och kontaktytorna mellan sex och konst som uttryck, vara och attityd.

## Biografi

### Bakgrund
Giovannitti växte upp i Yonkers, strax norr om Bronx, med föräldrar och sin äldre syster. Under sina studieår på Hunter College läste hon religion och mänskliga rättigheter, och hennes huvudsakliga intresse har senare varit fängelsereformer och alternativ rätt.
I avbrott mellan college-studierna ägnade hon lång tid åt studier på Bali och i Kina. Detta gav henne nya insikter kring både religion och feminism, utifrån ett icke-amerikanskt perspektiv.

### Konceptkonst och sexarbete
Senare började Giovannitti verka som konceptkonstnär, med utarbetad koreografi och scenografi. Under den sex veckor långa performance-föreställningen Untitled (Incall) (2021; Giovannittis första soloutställning på ett större galleri), utformade hon halva konstverket som en boksamling – betitlad "Erotic Labor Reading Room". Där fanns bland annat böcker som Melissa Gira Grants Playing the Whore, där denna författare utvecklat konceptet om the prostitute imaginary ('prostitutionsinbillningen'). Själv var Giovannitti del av konstverket, både i rollen som konstnär och som prostituerad; hon producerar inte pornografi men verkar som eskort. Verkets titel kan också ses som en referens till Andrea Frasers performance Untitled, där Fraser under det timslånga performance-utövandet 2003 hade samlag med en konstsamlare mot betalning.
Sophia Giovannittis konceptkonst har presenterats på ett antal olika gallerier och vid olika konstutställningar. Det inkluderar hos Recess, Atenbiennalen, Duplex, The Bowery Hotel och PPOW.
Giovannittis konstnärliga perspektiv kretsar återkommande kring sex, konst och arbete som fenomen. 2022 presenterades konceptverket Studio 4: Collateral, där hon genom svetsning och omvända blickar undersökte traditionella perspektiv kring manligt, kvinnligt och objektifiering.

### Skrivande och övrigt
Hon, som definierar sig själv som queer, har skrivit om bergrepp som genus, sexualitet och konst för ett antal olika tidskrifter. Detta inkluderar The New Inquiry, n+1, Document Journal, Ssense och webbtidskriften Majuscule. Hon var 2020 en av redaktörerna till The Verso Book of Feminism: Revolutionary Words from Four Millennia of Rebellion, en presentation av feministiskt tänkande och feministiska protester de senaste 4 000 åren.
2023 publicerades Giovannittis första egna bok, Working Girl: On Selling Art and Selling Sex (Verso). I boken utforskar hon alla de kontaktytor och paralleller som hon ser mellan konst och sex som uttryck och produkter. Hon ser varufieringen av dessa i det offentliga samtalet "heliga" fenomen som både verklig och oundviklig, och ägnar boken åt att beskriva många människors ängslighet inför denna process.
Giovannitti har även producerat flera kortfilmer, bland dem In Heaven: An Alternate Reality Game (2021). Filmen är inspirerad av Jeff Koons och Ilona Stallers Made in Heaven-verk. Samma år producerades Dirty Collections, en sju minuter lång video med texter och dialog omkring de komplicerade strukturerna kring handeln med sex och konst.
Dessutom har Giovannitti arbetat med poesi, ofta kring ämnena sex och konst.

### Texter (urval)
- Kindig Jessie, Giovannitti Sophia, Heltai Charlotte, Warren Rosie, red (2020) (på engelska). The Verso book of feminism: revolutionary words from four millennia of rebellion. London: Verso. ISBN 9781788739269

### Böcker
- (på engelska) Working Girl: On Selling Art and Selling Sex. London / New York: Verso. 2023. ISBN 9781839766701